# Кихелконна
Ки́хелконна, также Ки́хельконна (эст. Kihelkonna) — посёлок в волости Сааремаа уезда Сааремаа, Эстония.
До реформы местных самоуправлений 2017 года входил в состав волости Кихельконна и был её  административным центром.

## География и описание
Расположен на острове Сааремаа, на восточном побережье залива Кихелконна, в 17 километрах к северо-западу от волостного и уездного центра — города Курессааре. Высота над уровнем моря — 17 метров.
Климат — умеренный. Официальный язык — эстонский. Почтовые индексы: 93401, 93395 (до востребования).

## Население
По данным переписи населения 2021 года, в Кихелконна проживали 344 человека, из них 336 (97,7 %) — эстонцы.
Численность населения посёлка Кихелконна по данным переписей населения:
| Год  | 1959 | 1970  | 1979  | 1989  | 2000  | 2011  | 2021  |
| ---- | ---- | ----- | ----- | ----- | ----- | ----- | ----- |
| Чел. | 257  | ↗ 397 | ↗ 467 | ↗ 475 | ↗ 485 | ↘ 340 | ↗ 344 |

## История
В письменных источниках 1627 года упоминается порт Kulckon, 1900 года — местечко Кильконд (м. Килькондъ). Само название Кихелконна прежде всего относится к историческому приходу на Сааремаа (нем. Kielkond), который примерно в 1200 году упоминается как Kiligunde, в 1235 году — Kylegunde, в 1645 году — Kylekund. В состав этого прихода также входили территории более позднего прихода Мустъяла, и в средние века он был разделен между рыцарским орденом и Сааре-Ляэнеским епископом.
Посёлок возник возле церкви в конце XIX века. В 1695 году в нём открылась церковно-приходская школа. После 1940-х годов в официальных списках он также назывался деревней Алеви (эст. Alevi), в 1977 году ему вернули статус посёлка и название Кихелконна. На востоке посёлка находится район Алутагузе (эст. Alutaguse), который до 1930-х годов был самостоятельной деревней (в 1691 году упоминается как Allentacke).
В посёлке, на западном берегу полуострова Паписааре, находится порт. К нему ведёт булыжная дорога протяжённостью около 4 км. В 5 км  к северо-востоку от посёлка находится городище Кихелконна.
В окрестностях посёлка есть множество памятников археологии (могильник Куревере, древние поля Куреметса и Одалятси и др.). Расположенная в посёлке Кихельконнаская Михайловская церковь является одной из старейших церквей Эстонии, её строительство было завершено предположительно в 1270-х годах.
В 1824 году владельцы мызы Ротсикюлль (нем. Rotziküll, эст. Rootsiküla mõis) построили в Кихелкона, на берегу моря, баню с грязевыми ваннами — первую в Эстонии бальнеологическую лечебницу.

## Инфраструктура
В посёлке работают школа, библиотека, народный дом, дом престарелых, магазин торговой сети «Coop», контора Сааремааской волостной управы, есть пожарная часть и певческая эстрада.

## Кихелконнаская Михайловская церковь
Кихелконнаская Михайловская церковь — одна из старейших церквей Эстонии. Внесена в Государственный регистр памятников культуры Эстонии. Как и все церкви Сааремаа, она также является крепостью. В двухстах метрах к югу от церкви, на небольшом холме, стоит колокольня; она построена в 1638 году и является единственной сохранившейся в Прибалтике колокольней такого типа. Была отреставрирована в 1968 году на средства колхоза «Коммунизм».

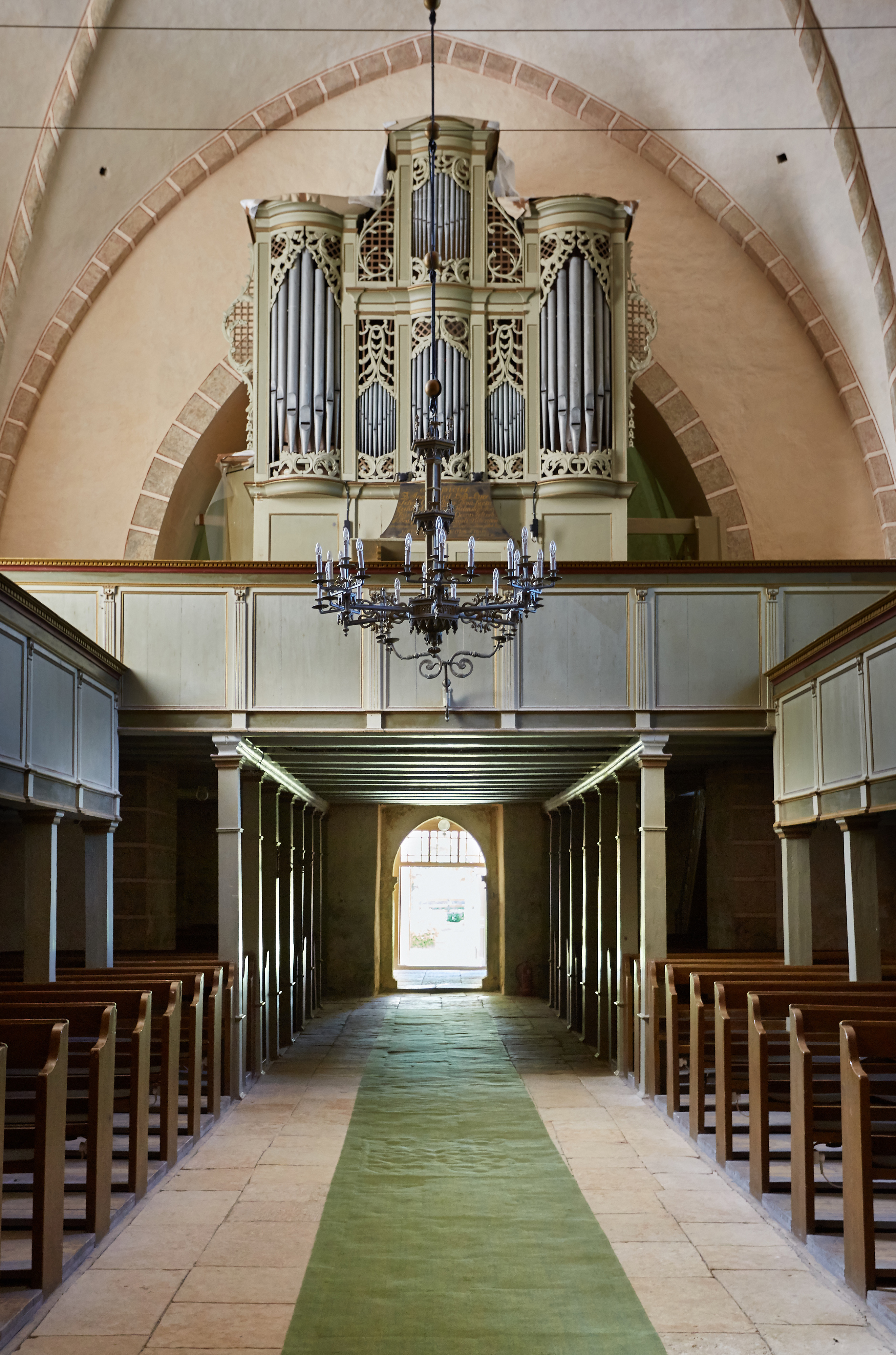
Внутренее убранство Кихелконнаской Михайловской церкви

Длинное здание церкви имеет три свода. Её башня в стиле псевдоготики высотой 60 метров была возведена в 1899 году и является самой высокой на Сааремаа. Она также используется в качестве маяка. Основной план церкви уникален для Эстонии благодаря сводчатому хору, состоящему из шести частей. Такие своды были распространены во французской и немецкой готике, но в Эстонии больше нигде не встречаются.
К памятникам искусства относится алтарь церкви 1591 года. Он является одним из примеров изменений в искусстве, сопровождавших Реформацию. Искусство ренессанса представляет кафедра, которая является старейшей их сохранившихся на Сааремаа. Лестница и воронкообразная опора кафедры относятся к концу XVIII века.
Рядом с алтарем находится надгробный памятник пастору Я. Г. Кляйнерту и его жене. Он сделан из доломита и является типичным образцом малых форм в стиле классицизма. Основные части орга́на церкви, построенного в 1805 году пярнуским мастером Я. А. Штерном (J. A. Stern), являются старейшими сохранившимися в Эстонии.  Орган был обновлен и улучшен в 1890 году латвийским органным мастером Ф. Вайсенборном (F. Weissenborn).
В двухстах метрах к юго-западу от церкви находится колокольня — лаконичное каменное строение с деревянной крышей, единственное сохранившееся строение такого типа в Прибалтике. Построена в 1638 году, отреставрирована в 1968 году. Внесена в Государственный регистр памятников культуры Эстонии как памятник архитектуры.

## Галерея

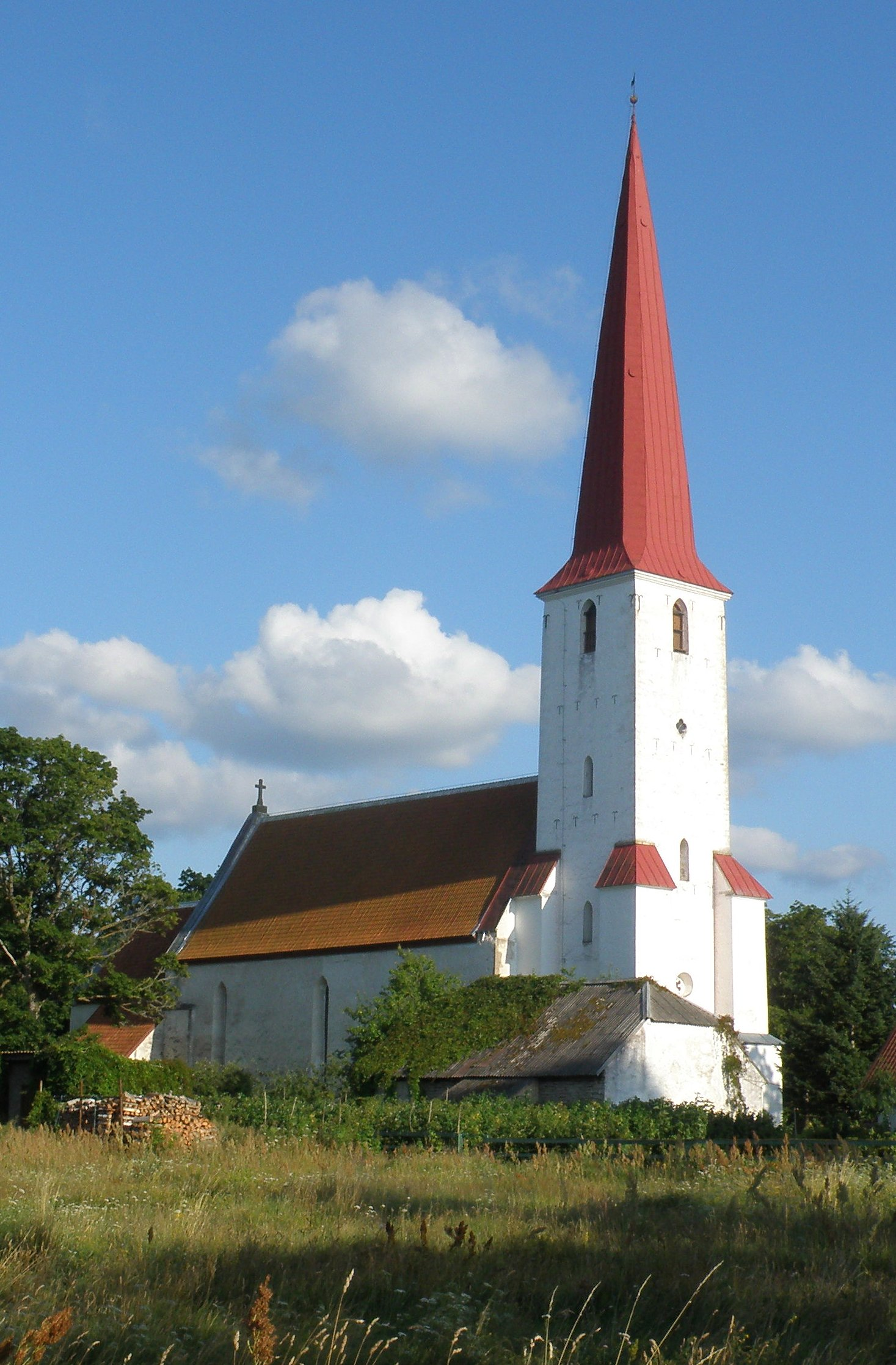
Кихелконнаская Михайловская церковь
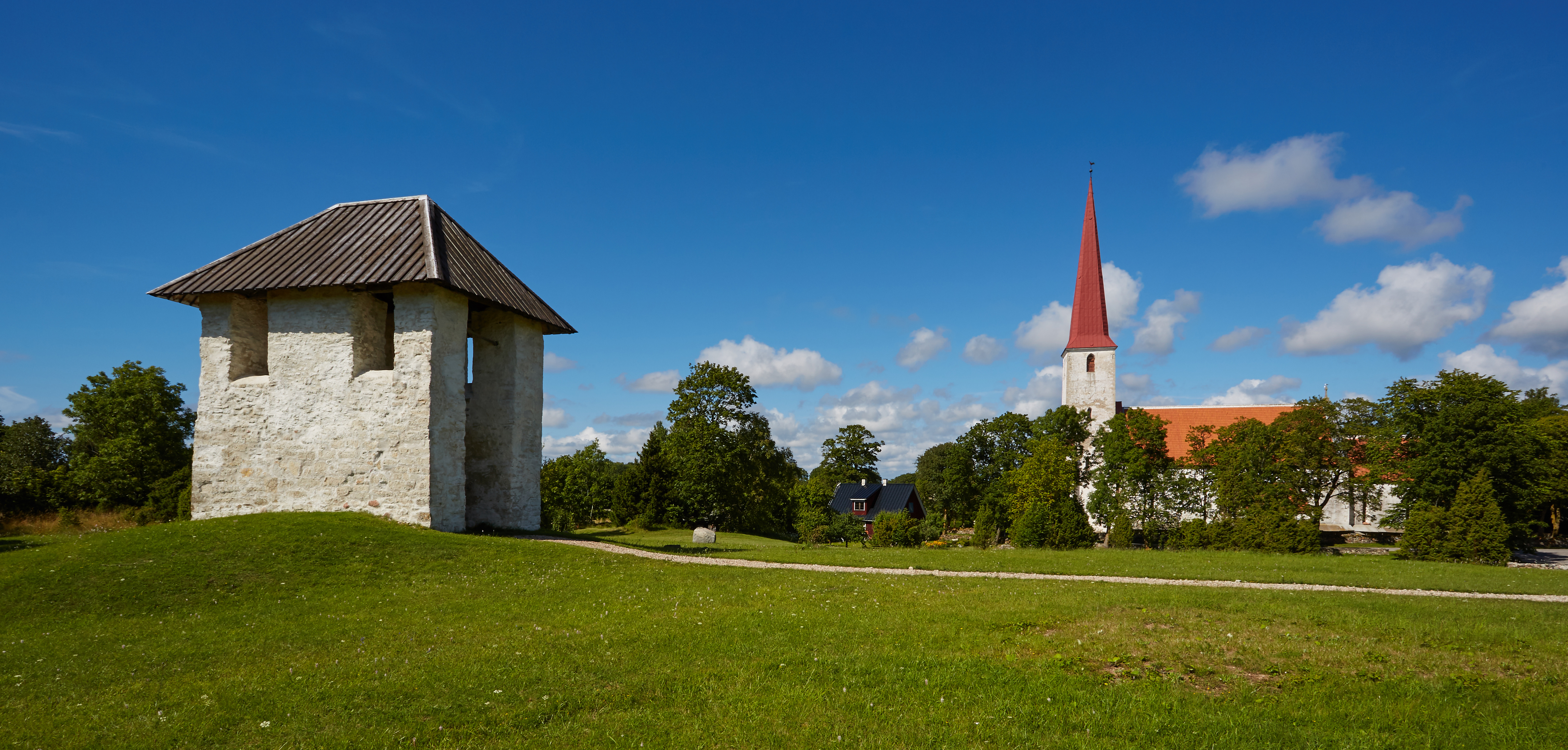
Колокольня Михайловской церкви
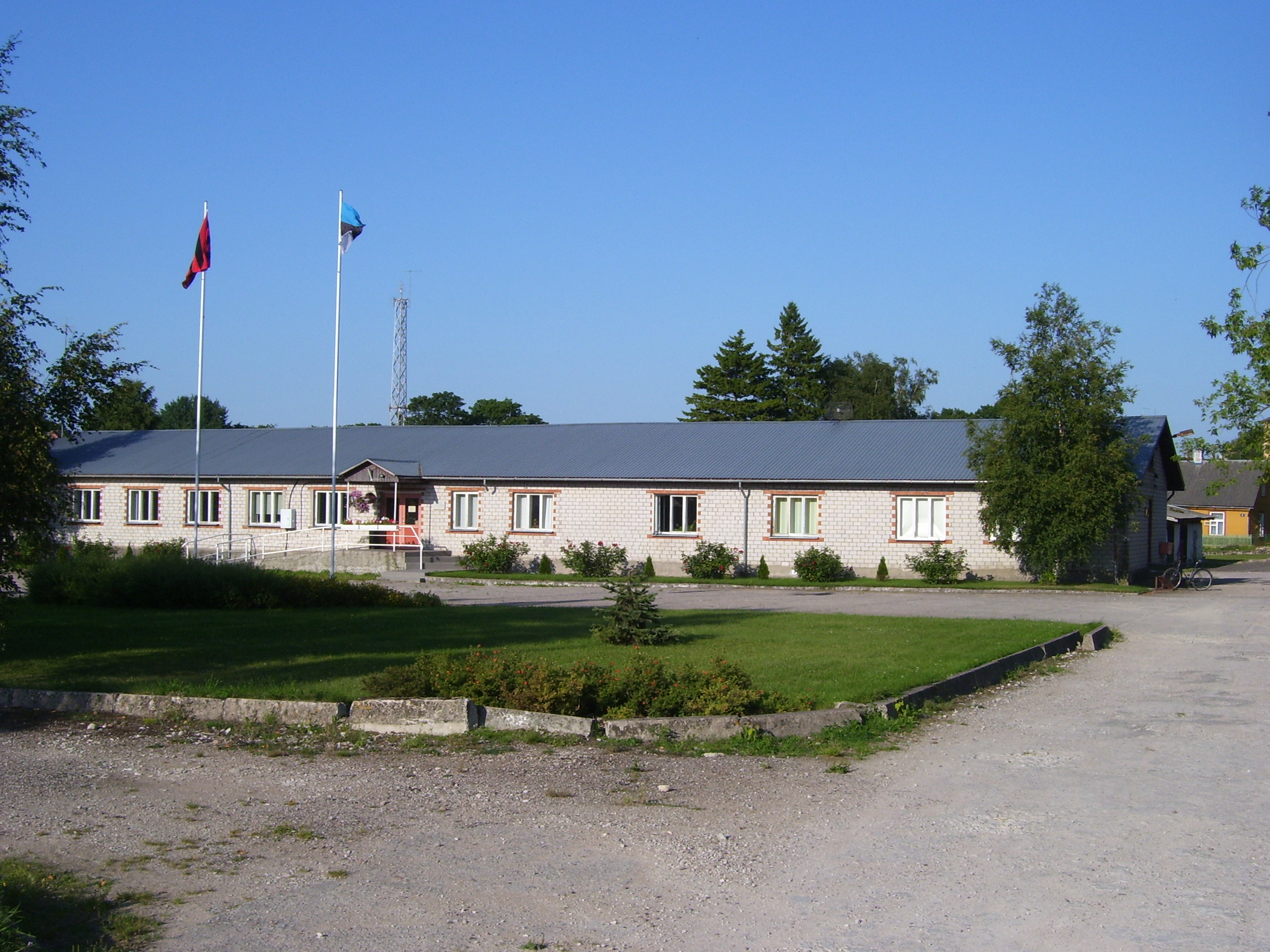
Бывший волостной дом Кихелконна
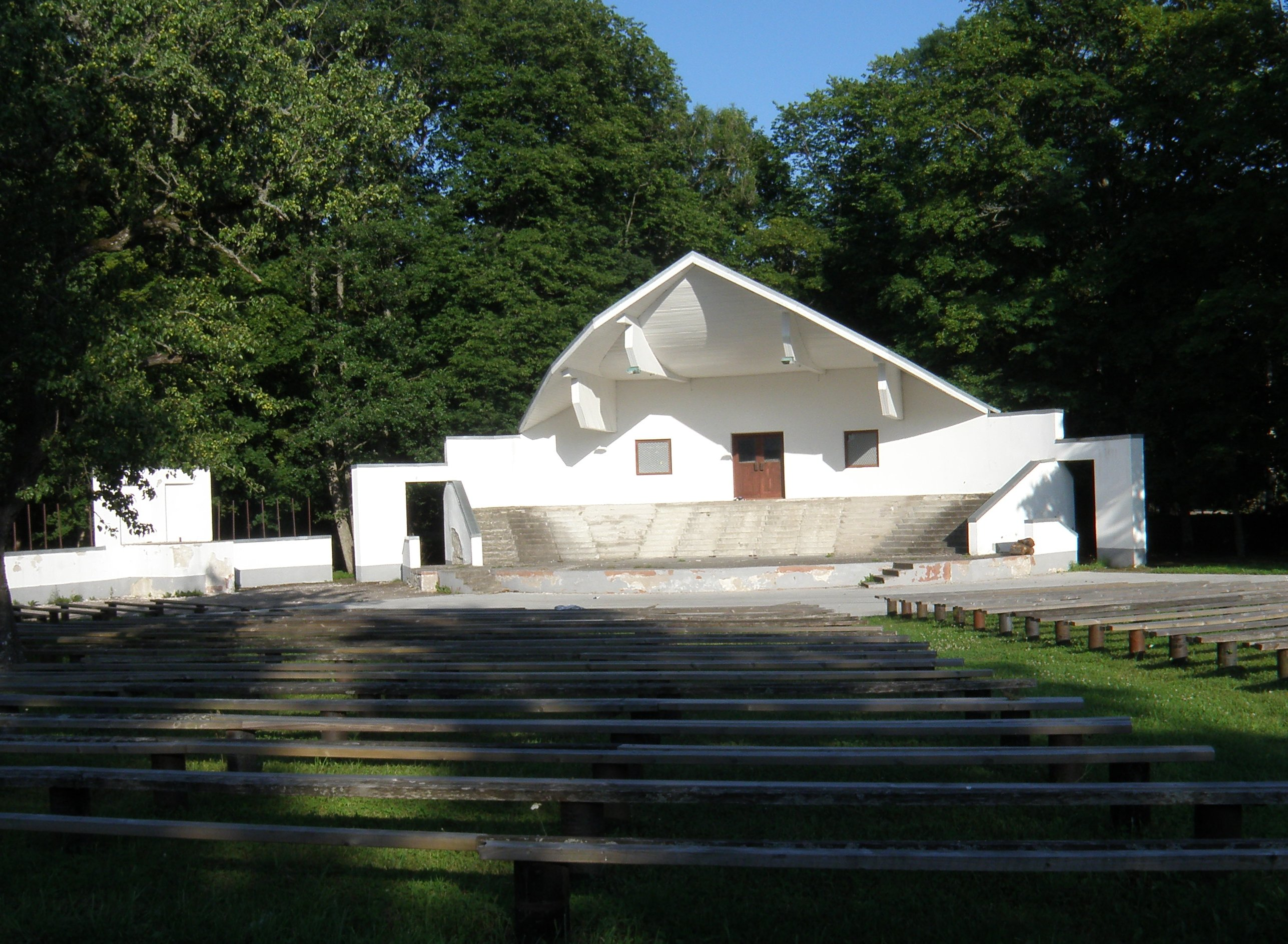
Певческая эстрада посёлка Кихелконна
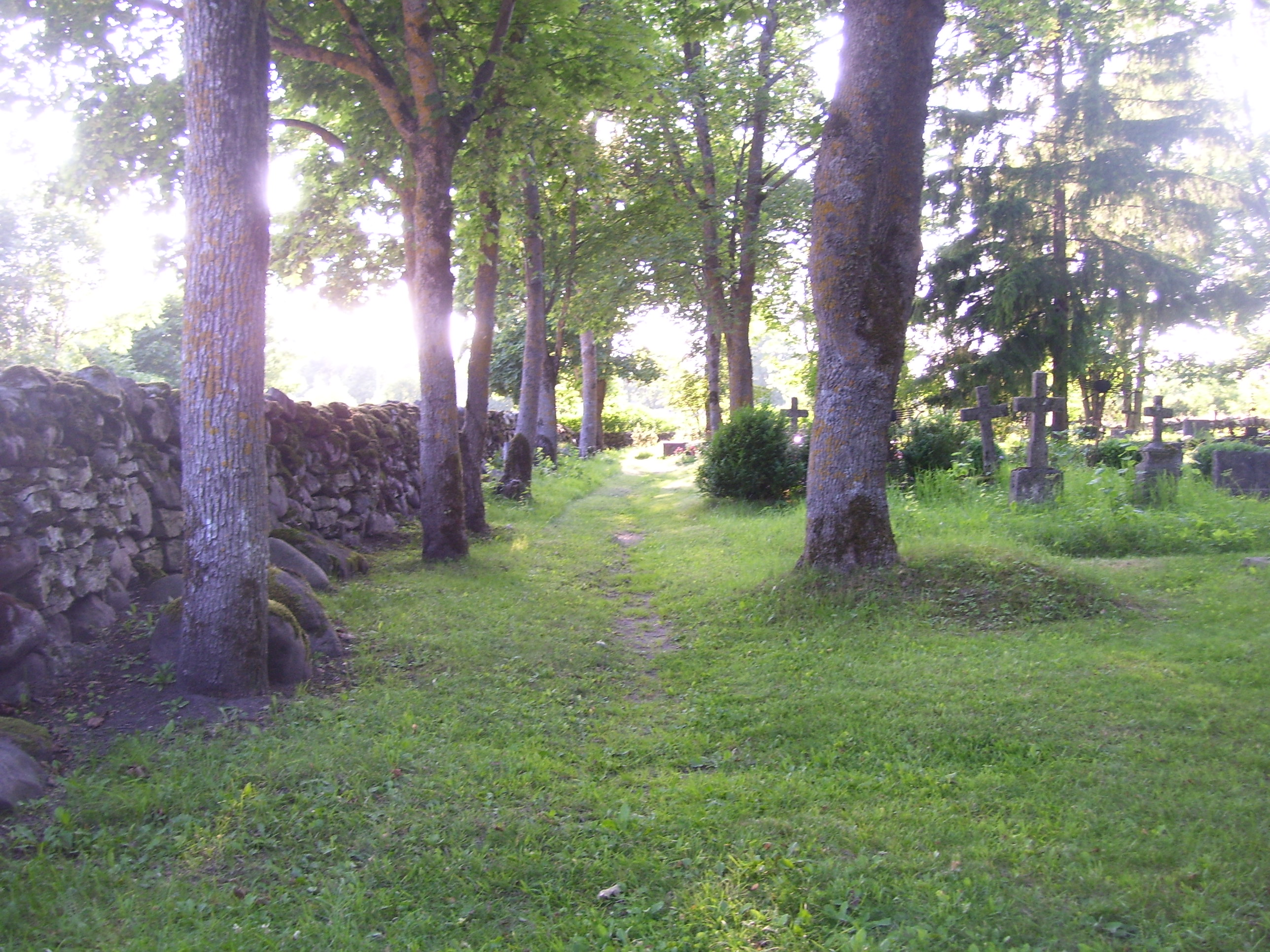
Кладбище Кихелконна

## Комментарии
1. ↑  Эстонские топонимы, оканчивающиеся на -а, не склоняются и не имеют женского рода (исключение — Нарва)[7].